# 구로시마섬 (다케토미정)

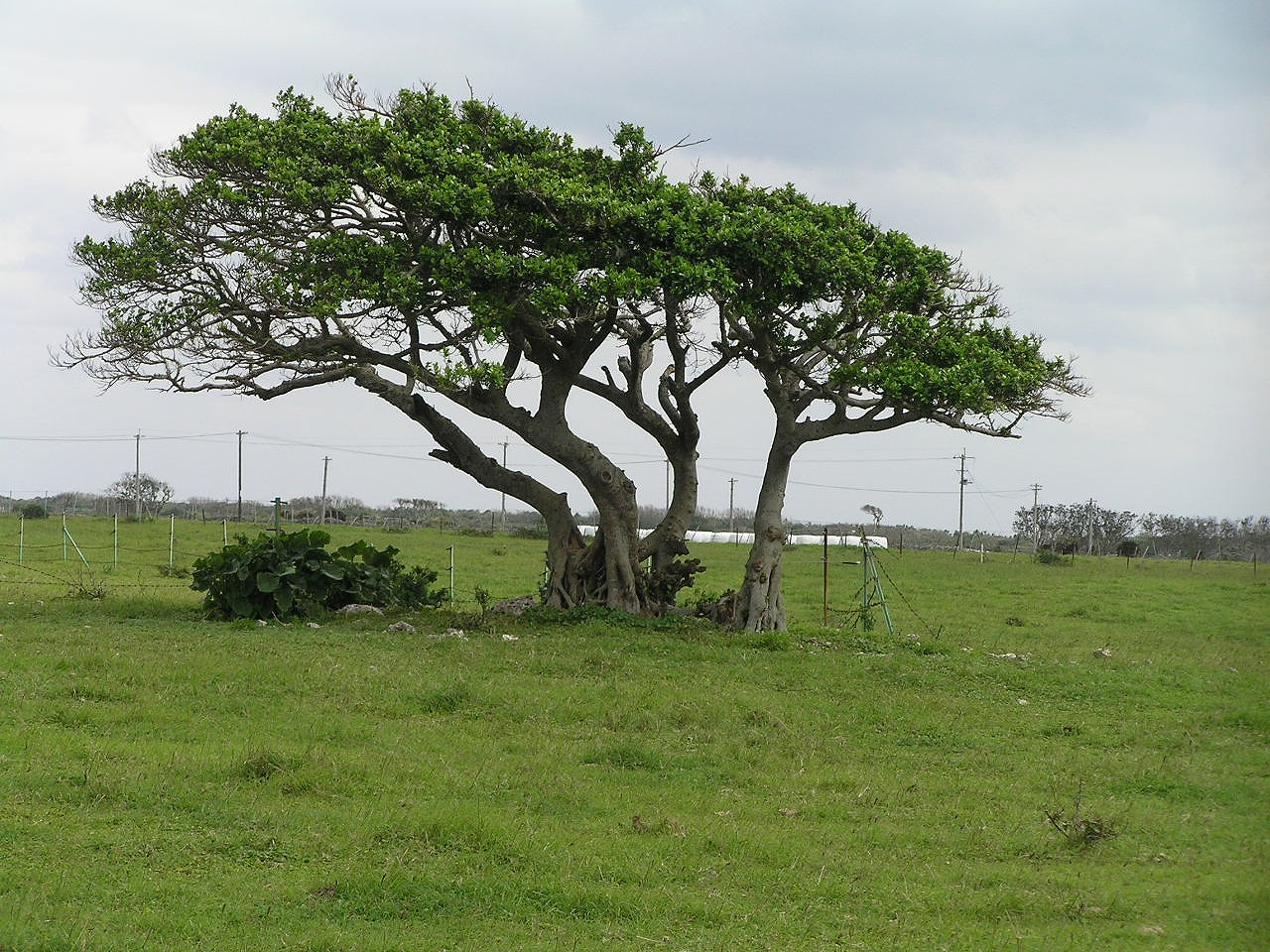
구로시마섬의 목장

구로시마섬(일본어: 黒島, 야에야마어: Fishīma, 오키나와어: Kurushima)은 일본 오키나와현 야에야마 제도에 있는 섬이다. 오키나와현 야에야마군 다케토미정에 속한다. 이시가키섬과 이리오모테섬 사이에 위치한 구로시마섬은 화산 위에 산호초가 쌓여 형성된 평탄한 섬으로, 지금은 많이 파괴되었지만 과거 아름다운 산호초 해안이 유명하여 섬 주변은 해양공원으로 지정되어 있다.
이시가키섬에서 고속선으로 약 25분 정도의 거리에 있다. 상공에서 보면 하트의 형태를 하고 있기 때문에 "하트섬"으로서 인기가 높아지고 있다. 야에야마 제도 중에서 가장 소박한 분위기가 남아있는 섬의 하나이다. 섬의 남쪽 끝에는 등대가 서있다.
면적은 10.02km2, 해안선의 길이는 12.6km, 최고 높이는 14m이고 인구는 2006년 1월 현재 210명이다.
육우가 섬의 주요 경제 활동이자 특산물인데, 산호에서 나온 석회질 성분이 소의 뼈를 튼튼하게 하고 육질도 좋게 하여 일본 본토에도 구로시마 소로 잘 알려져 있다. 매년 2월에 "구로시마 소 축제"가 열린다.
구로시마의 해안은 1970년대 초만 하더라도 간조 때 산호초가 넓게 노출되어 장관을 이루고 있었으나, 2차 세계대전의 영향으로 산호초가 파괴되기 시작하였고, 갑자기 등장한 왕가시불가사리의 급격한 번식과 포식력이 파괴의 일차적인 원인이 되었다. 구로시마섬에 위치한 일본공원협회 소속의 와에야마 해양공원연구소와 이시가끼섬의 수산청 소속 수산연구소 등에서 산호초 생태계가 살아나야 한다는 공통의 목적을 자각하고 연구가 이루어지고 있다. 구로시마는 바다거북의 자연 산란장으로도 연구자들에게 유명하다.